# ジェレミー・ベラ
ジェレミー・ベラ（Jérémie Bela, 1993年4月8日 - ）は、フランス・セーヌ＝エ＝マルヌ県ムラン出身のサッカー選手。クレルモン・フット所属。アンゴラ代表。ポジションはミッドフィールダー。

## 経歴
RCランスの下部組織出身。2012-13シーズンのプレシーズンより、トップチーム練習に加わり、当時のランスの主将であったジェローム・ル・モーニュの目に止まった。ル・モーニュはのちにベラを、かつてのチームメイトであったロセミー・カラブエに例えている。しかし、シーズン終了後には契約延長がなされることなく7月13日までチームに留め置かれ、8月には3年契約を新たに結んだものの、監督が自身を評価していたエリック・シコラからアントワーヌ・コンブアレに交代し、さらに怪我を負ったことで出場機会を失った。
2014年1月22日、ディジョンFCOと2年半契約を結んだ。
2017年8月、セグンダ・ディビシオンのアルバセテ・バロンピエと2年契約を結んだ。ランス、ディジョン時代に続き、10月に怪我を負って離脱したが、11月には復帰を果たしている。しかし、アルバセテが2年連続でラ・リーガへの昇格を逃したこともあり、2018-19シーズン終了後には退団を希望した。
2019年11月、バーミンガム・シティFCと3年契約を結んだ。
2022年8月2日、クレルモン・フットへ完全移籍。